# Edificio de la Pia Almoina (Gerona)
La Pia Almoina es un edificio de Gerona, España, ubicado junto a la escalinata de la Catedral de Santa María. Fue construido en el siglo XIII para albergar la Pia Almoina, una institución caritativa vinculada a la Seo. Actualmente es la sede territorial del Colegio de Arquitectos de Cataluña. 
El edificio, de estilo gótico, es una de las construcciones más notables de Gerona: figura en el registro de Bienes Culturales de Interés Nacional del patrimonio catalán y está catalogado como Bien de Interés Cultural del patrimonio español con el código RI-51-0004333.

## Historia
La Pia Almoina fue instituida en Gerona en 1228 por el canónigo Arnau d'Escales (1160-1237), quien además donó tres casas de su propiedad, junto a la Catedral. El obispo Guillem de Cabanelles hizo erigir el edificio en 1238, con bienes que heredó de Jaime de Aragón, hijo de duque de Gandía.
La construcción creció entre 1415 y 1421 con la compra de los edificios vecinos del antiguo barrio judío. A finales del siglo XVIII, como consecuencia de la desamortización de obras pías decretada por Carlos IV, el edificio fue vendido a varios compradores particulares. Posteriormente, en 1856, pasó a manos de las hermanas Escolapias para destinarla a escuela, función que mantuvo hasta los años 1970. Entre los años 1973 y 1983 los arquitectos Jeroni Moner, Benet Cervera y Arcadi Pla rehabilitaron el edificio para convertirlo en la sede de la demarcación de Gerona del Colegio de Arquitectos de Cataluña.